# Bahnstrecke Dholpur–Sarmathura
| Schmalspurlok in Bari |                     |                                     |                                     |
| Streckenlänge: | 72, 6 km            |                                     |                                     |
| Spurweite: | 762 mm (Schmalspur) |                                     |                                     |
| |                     |                                     |                                     |
| \| \| 0 \| Dholpur eröffnet im Februar 1908 \| Dholpur eröffnet im Februar 1908 \| \| \| 31,5 \| Bari eröffnet im Februar 1908 \| Bari eröffnet im Februar 1908 \| \| \| \| Mohari Junction \| \| \| \| \| \| \| \| \| 60 \| Tantpur eröffnet am 1. Juli 1914 \| Tantpur eröffnet am 1. Juli 1914 \| \| \| 72,6 \| Sarmathura eröffnet am 1. März 1929 \| Sarmathura eröffnet am 1. März 1929 \| |                     |                                     |                                     |
| Kopfbahnhof Streckenanfang | 0                   | Dholpur eröffnet im Februar 1908    | Dholpur eröffnet im Februar 1908    |
| Haltepunkt / Haltestelle | 31,5                | Bari eröffnet im Februar 1908       | Bari eröffnet im Februar 1908       |
| Haltepunkt / Haltestelle |                     | Mohari Junction                     | Mohari Junction                     |
| Abzweig geradeaus und nach links · Strecke von rechts |                     |                                     |                                     |
| Kopfbahnhof Streckenende · Strecke | 60                  | Tantpur eröffnet am 1. Juli 1914    | Tantpur eröffnet am 1. Juli 1914    |
| Kopfbahnhof Streckenende | 72,6                | Sarmathura eröffnet am 1. März 1929 | Sarmathura eröffnet am 1. März 1929 |

Die Bahnstrecke Dholpur–Sarmathura ist eine 72,6 km (45,4 Meilen) lange Schmalspurbahnstrecke mit einer Spurweite 762 mm (2½ Fuß) im Osten des indischen Bundesstaats Rajasthan.

## Geschichte
Der Bau der Bahnstrecke von Dholpur bis Sarmathura wurde am 14. Dezember 1905 von Ram Singh, dem Maharadscha von Dholpur, genehmigt und vom Fürstenstaat Dholpur während der Britisch-Indischen Kolonialzeit gebaut.
Der Bahnhof Dolphur mit einem Fahrkartenschalter, Paketlager und einem Büro für den Vorsteher sowie der 31,5 km lange Streckenabschnitt von Dholpur nach Bari wurden formell im Februar 1908 in Betrieb genommen. 1914 wurde die Gesellschaft, die ursprünglich Dholpur-Bari Light Railway hieß, in Dholpur State Railway umbenannt. Die Strecke wurde am 1. Juli 1914 bis Tantpur verlängert und am 1. März 1929 wurde die Zweigstrecke bis Sarmathura in Betrieb genommen, um den Personen- und Güterverkehr zu vereinfachen. Die Strecke von Dholpur bis Tantpur ist 60 km lang und von Dholpur nach Sarmathura sind es 72,6 km.
Am 5. November 1951 wurde die Dholpur State Railway zusammen mit der Great Indian Peninsula Railway, der Nizam’s Guaranteed State Railway und der Scindia State Railway in die Central Railway eingegliedert.

## Fahrzeuge
1936 war die Gesellschaft im Besitz von sechs Lokomotiven, acht Personen- und 124 Güterwagen. Für den Betrieb wurden ursprünglich Dampflokomotiven eingesetzt und später Diesellokomotiven.

## Klassifizierung
Das Unternehmen wurde nach der von der indischen Regierung 1926 eingeführten Indian Railway Classification als Eisenbahn der Klasse III eingestuft.

## Umspurung
Die Strecke wird derzeit (2018) auf Breitspur mit 1776 mm (5 Fuß 6 Zoll) Spurweite umgespurt. Sie soll außerdem über Karauli  bis Gangapur verlängert werden.